# 5 Pułk Huzarów (Cesarstwo Niemieckie)
5 pułk huzarów im. Księcia Blüchera von Wahlstatt (Pomorski) - (niem. Husaren-Regiment Fürst Blücher von Wahlstatt (Pommersches) Nr. 5) – pułk huzarów Cesarstwa Niemieckiego.

## Charakterystyka
Pułk sformowany 16 stycznia 1758 .
Stacjonował w Słupsku (niem. Stolp) i był przyporządkowany do XVII Korpusu Armii Niemieckiej.

 Wiosną 1914 był w strukturze 35 Brygady Kawalerii z 35 Dywizji Piechoty.
W wyniku mobilizacji, w sierpniu 1914 pułk osiągnął gotowość bojową i w składzie 36 Dywizji Piechoty z XVII Korpusu Armijnego został wysłany na front wschodni.

## Schemat organizacyjny

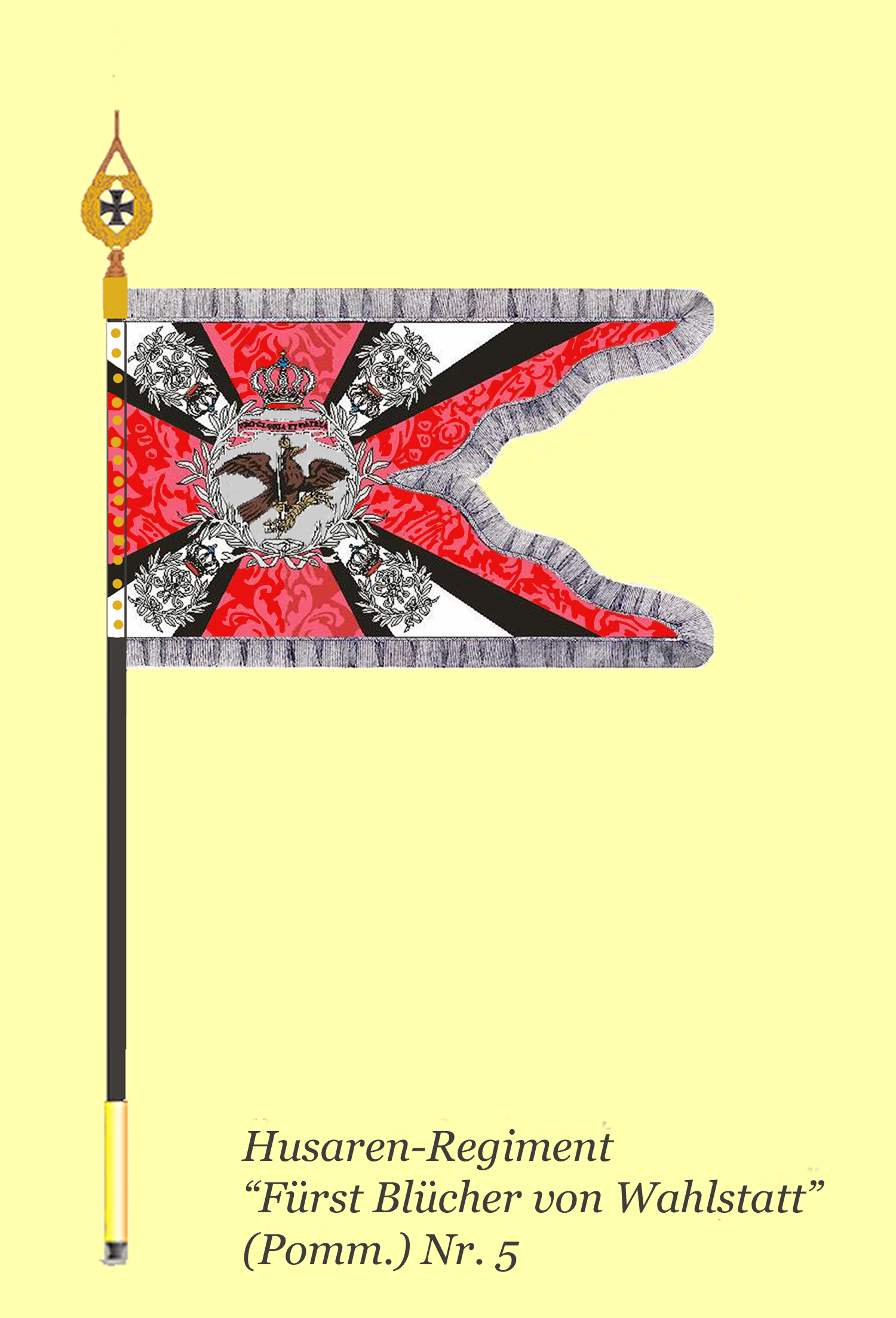
Sztandar pułku

- XVII Korpus Armijny, Gdańsk (Danzig)
  - 35 Dywizja Piechoty - (35. Infanterie-Division), Toruń (Thorn)
    - 35 Brygada Kawalerii (35. Kavallerie-Brigade), Grudziądz (Graudenz)
      - 5 pułk huzarów – w Słupsku